# チェイフ・ハミドゥ・カーン・マティアラ
チェイフ・ハミドゥ・カーン・マティアラ（Cheikh Hamidou Kane Mathiara、1939年12月18日 – 2009年5月15日）は、セネガルのサンルイ州ダガナ出身の政治家、軍人、経済学者。セネガル社会党、進歩勢力同盟に所属していた。
2009年5月15日、ダカール州のダカールにて亡くなっている。69歳だった。
| スタブアイコン | サブスタブ | この項目は、まだ閲覧者の調べものの参照としては役立たない、人物に関連した書きかけの項目です。この項目を加筆・訂正などしてくださる協力者を求めています（P:人物伝/PJ:人物伝）。 |